# 바딤 데뱌톱스키
바딤 아나톨리예비치 데뱌톱스키(벨라루스어: Вадзі́м Анато́левіч Дзевято́ўскі 바짐 아나톨레비치 제뱌토우스키, 러시아어: Вади́м Анато́льевич Девято́вский, 1977년 3월 20일~)는 벨라루스의 육상 선수이다.
그는 2004년 하계 올림픽에서 4위를 했고, 2005년 세계 육상 선수권 대회에서 은메달을 획득했다. 같은해 7월에 그는 84.90m를 기록하며 개인 최고 기록을 세웠다. 그는 2008년 하계 올림픽에서 은메달을 획득했다.
2008년부터 그는 에스토니아의 해머던지기 선수 엘리나 아니시모바의 코치이다.

## 도핑
그는 2000년 9월 18일부터 2002년 9월 17일까지 도핑 위반 혐의로 선수 자격 정지 징계를 받았다.
2008년 9월 4일에 베이징 올림픽 도핑 검사를 통과하지 못하여 같은 종목 동메달리스트인 이반 치한과 함께 국제 올림픽 위원회(IOC)의 조사를 받고 있다고 밝혀졌다. 2008년 12월 IOC는 그가 도핑을 했다고 결론을 내리고 메달을 박탈했다. 이에 스포츠 중재 재판소에 항소했으며, 2010년 6월 10일에 박탈 처분이 취소되어 메달을 되찾았다.